# فهرست پرچم‌های فلسطین
این فهرستی از پرچم‌های دولت فلسطین (شامل پرچم‌های قبلی تشکیلات خودگردان فلسطین و ساف)، و همچنین پرچم‌هایی است که تشکیلات حماس در نوار غزه استفاده می‌کند.

## پرچم ملی
| پرچم | تاریخ      | استفاده کنید           | شرح |
| ---- | ---------- | ---------------------- | --- |
|      | ۲۰۰۶–اکنون | پرچم فلسطین            | بر اساس پرچم شورش عربی، و برای نمایندگی حکومت ملی فلسطین (از سال ۱۹۹۴) و کشور فلسطین (از سال ۲۰۱۳) استفاده می‌شود. پرچم اصلاح شده در سال ۲۰۰۶ به تصویب رسید. |
|      | ۱۹۹۷–اکنون | استاندارد ریاست جمهوری | استاندارد رئیس تشکیلات خودگردان فلسطین. |
|      | ۲۰۰۷–اکنون | پرچم حماس              | از سال ۲۰۰۷ در نوار غزه همراه با پرچم فلسطین استفاده می‌شود.                                                                                                 |

## پرچم‌های تاریخی
| پرچم | تاریخ            | استفاده کنید                                  | شرح |
| ---- | ---------------- | --------------------------------------------- | --- |
|      | ۶۳۱-۶۶۱ ۷۵۰–۹۰۹  | پرچم خلفای راشدین و عباسی                     | یک صفحه سیاه ساده. |
|      | ۶۶۱–۷۵۰ ۹۰۹–۱۰۹۹ | پرچم خلافت اموی و پرچم خلیفه خلافت فاطمی      | یک صفحه سفید ساده. |
|      | ۹۰۹–۱۰۹۹         | پرچم خلافت فاطمی                              | یک صفحه سبز ساده |
|      | ۱۰۹۹–۱۱۸۷        | پرچم پادشاهی اورشلیم                          | یک صفحه سفید با صلیب اورشلیم در مرکز. |
|      | ۱۱۸۷–۱۲۶۰/۱۳۴۱   | پرچم سلسله ایوبیان مصر                        | یک صفحه طلایی ساده. |
|      | ۱۱۸۷–۱۱۹۳        | نمادشخصی صلاح الدین                           | یک صفحه طلایی با یک عقاب دو سر قرمز در مرکز. |
|      | ۱۲۵۰–۱۵۱۷        | پرچم سلطنت ممالیک مصر                         | یک صفحه طلایی با یک هلال ماه سفید که از مرکز به سمت بالابر قرار دارد. |
|      | ۱۵۱۷–۱۷۹۳        | پرچم امپراتوری عثمانی                         | صفحه قرمز با یک دیسک سبز در مرکز و ۳ هلال طلایی در داخل دیسک. |
|      | ۱۷۹۳–۱۸۴۴        | پرچم امپراتوری عثمانی                         | یک صفحه سرخ با یک هلال ماه سفید و یک ستاره ۸ پر. |
|      | ۱۸۴۴–۱۹۱۸        | پرچم امپراتوری عثمانی                         | یک صفحه سرخ با یک هلال ماه سفید و یک ستاره ۵ پر. |
|      | ۱۹۱۸–۱۹۴۸        | پرچم انگلستان                                 | روی هم قراردادن پرچم‌های انگلستان و اسکاتلند با سنت پاتریک سالتایر (به نمایندگی از ایرلند). |
|      | ۱۹۲۰–۱۹۴۸        | پرچم کمیساریای عالی فلسطین                    | یونیون جک با عبارت «کمیسر عالی فلسطین» |
|      | ۱۹۲۷–۱۹۴۸        | پرچم فلسطین تحت قیمومت بریتانیا               | یک پرچم قرمز با کلمه «فلسطین» روی یک دیسک سفید. |
|      | ۱۹۲۹–۱۹۴۸        | پرچم گمرک و پست فلسطین                        | پرچم آبی با کلمه «فلسطین» روی یک دیسک سفید. |
|      | ۱۹۳۸             | پرچم مورد استفاده در انقلاب ۱۹۳۶ فلسطین       | شبیه پرچم امروزی اما با یک هلال و یک صلیب در داخل مثلث قرمز |
|      | ۱۹۴۵–۱۹۴۸        | پرچم فلسطین                                   | یک صفحه سفید که در مرکز آن نام کشور به عربی با رنگ قرمز نوشته شده‌است. |
|      | ۱۹۴۸             | پرچم اسرائیل                                  | این طرح یادآور شال نماز یهودی تالیت است که سفید با نوارهای آبی است. شش ضلعی در مرکز ماگن دیوید («سپر داوود» که در جوامع یهودی خارج اسرائیل به عنوان «ستاره داوود» نیز شناخته می‌شود) است.                                          |
|      | ۱۹۴۸–۱۹۵۹        | کشور تحت‌الحمایه تمام فلسطین                   | پرچم انقلاب عربی |
|      | ۱۹۴۸–۱۹۵۸        | پرچم پادشاهی مصر و پرچم مشترک جمهوری عربی مصر | پرچم سبز با یک هلال سفید حاوی سه ستاره سفید پنج پر. |
|      | ۱۹۴۸–۱۹۶۷        | کرانه باختری                                  | پرچم اردن که در زمان اشغال کرانه باختری مورد استفاده قرار گرفت. |
|      | ۱۹۵۲–۱۹۵۸        | پرچم انقلاب ۱۹۵۲ مصر و جمهوری مصر             | پس از انقلاب ۱۹۵۲، افسران آزاد پرچم پادشاهی را حفظ کردند، اما همچنین رنگ پرچم جمهوری سابق مصر را با نوارهای افقی قرمز، سفید و مشکی با نشان انقلاب، عقاب صلاح الدین، معرفی کردند. نوار وسط، با اسکاج سبز با هلال سفید و پنج ستاره. |
|      | ۱۹۵۹–۱۹۶۷        | نوار غزه                                      | پرچم جمهوری متحده عربی که در زمان اشغال نوار غزه استفاده شد. |
|      | ۱۹۶۴–۱۹۹۳        | سازمان آزادیبخش فلسطین                        | نسخه پرچم فلسطین با مثلث کوتاه‌تر. |
|      | ۱۹۹۴–اکنون       | پرچم ملی فلسطین                               | بر اساس پرچم ساف. |

## پرچم‌های پیشنهادی
| پرچم | تاریخ         | نام | طراح               | شرح                                                                          | یادداشت‌ها / مراجع |
| ---- | ------------- | --- | ------------------ | ---------------------------------------------------------------------------- | ----------------- |
|      | ۹ نوامبر ۱۹۲۹ |     | حسین مقدادی        | پرچم شورش عرب وارونه با نماد سفید در مثلث، متشکل از یک صلیب لاتین در یک هلال | [ ۲ ]             |
|      | ۱۹۲۹          |     | "یک عرب اهل حیفا"  |                                                                              | [ ۲ ]             |
|      | ۱۹۲۹          |     | «یک عرب اهل حیفا»  |                                                                              | [ ۲ ]             |
|      | ۱۹۲۹          |     | «یک عرب اهل حیفا»  |                                                                              | [ ۲ ]             |
|      | ۱۹۲۹          |     | «یک عرب اهل حیفا»  |                                                                              | [ ۲ ]             |
|      | ۱۹۲۹          |     | «یک عرب اهل حیفا»  |                                                                              | [ ۲ ]             |
|      | ۱۹۲۹          |     | «یک عرب اهل حیفا»  |                                                                              | [ ۲ ]             |
|      | ۱۹۲۹          |     | «یک عرب اهل حیفا»  |                                                                              | [ ۲ ]             |
|      | ۱۹۲۹          |     | «یک عرب اهل حیفا»  |                                                                              | [ ۲ ]             |
|      | ۱۹۲۹          |     | «یک عرب اهل حیفا»  |                                                                              | [ ۳ ]             |
|      | ۱۹۲۹          |     | «یک عرب اهل حیفا»  |                                                                              | [ ۲ ]             |
|      | ۱۹۲۹          |     | الیاس هانا رانتیسی | سه نوار عمودی - سبز، سفید و سیاه و یک دایره قرمز کامل در وسط                 | [ ۲ ]             |
|      | ۱۹۲۹          |     | حمدی کنعان         |                                                                              | [ ۲ ]             |
|      | ۲۵ اکتبر ۱۹۲۹ |     | اسما طوبی          |                                                                              | [ ۲ ]             |
|      | ۹ نوامبر ۱۹۲۹ |     | «جلیلی»            |                                                                              | [ ۲ ]             |
|      | ۱۹۲۹          |     | اسعد شوفانی        |                                                                              | [ ۲ ]             |
|      | ۱۹۲۹          |     | اسعد شوفانی        |                                                                              | [ ۲ ]             |